# آغاچ‌کوپرو (بتلیس)
آغاچ‌کوپرو (به ترکی استانبولی: Ağaçköprü) یک منطقهٔ مسکونی در ترکیه است که در بیتلیس واقع شده‌است. آغاچ‌کوپرو ۷۸ نفر جمعیت دارد.